# 锡弗斯海姆
锡弗斯海姆是德国莱茵兰-普法尔茨州的一个市镇。总面积6.28平方公里，总人口1260人，其中男性625人，女性635人（2011年12月31日），人口密度201人/平方公里。